# 徳丸純子
徳丸 純子（とくまる じゅんこ、1966年〈昭和41年〉6月26日
- ）は、日本のモデルであり、元アイドル歌手、元女優である。大分県大分市出身。明治大学付属中野高等学校定時制卒業。

## 来歴
1982年、TDKコア主催の「TDK金の椅子オーディション」歌手部門に出場、全国大会・決勝で河合奈保子の「夏のヒロイン」を歌い、総数34,854人の中から優勝。11月に出身地大分県から単身上京、翌年の1983年3月21日「聖・ファーストラブ」でアイドル歌手デビュー。デビュー時のキャッチフレーズは「はばたけ'83のプリンセス」。レコード会社TDKコア、事務所オフィスジュニアに所属。
初夏かけてハウス「フルーチェ」のTVCMに出演。7月～8月には「チャレンジします3485.4マイル この夏、純子はPICA-PICA」と銘打った全国縦断キャンペーンを敢行し日本各地を巡る。同年末の各種新人賞レースにも参戦、新宿音楽祭では銅賞に入賞。
2年目の1984年の4thシングル「蒼いサスペンス」では、新曲にあわせイメージチェンジをはかるため、デビュー以来のヘアスタイルをショートカットに。この年の秋には、東京5大学(東大、早大、慶大、立教大、明治大)、6サークル(歌謡研、芸音研、放送メディア研等)による、「JPリーグ」(Jは純子の頭文字、Pはプロデュース、プロモート、プランニング、プッシュ等の意味)が結成され、20以上の大学学園祭に出演。
1985年以降は、俳優業に移行し、数多くのTVドラマに出演。また、一時は東京乾電池の劇団員として、舞台にも出演していた。
1990～2000年代にかけてはモデル専業としてTVCM中心に活動。（2025年現在もモデル事務所「シュルー」に所属している。）
結婚を機に2010年以降、シアトル在住。
2014年11月23日、大阪梅田アズールにて、デビュー30周年記念ライブパーティーを開催。
2016年6月22日、全シングルAB面＋アルバム曲10曲収録のゴールデン☆ベスト発売された（オリコン最高位126位）
2018年11月19日・11月20日、東京銀座博品館劇場にてデビュー35周年を記念して、同期デビューの大沢逸美、森尾由美、桑田靖子、松本明子、小林千絵、木元ゆうこ（所謂「83年組」）を集めライブイベント『―不作と言われた私たち「お神セブンと申します」―』を開催。
2023年9月29日・9月30日、東京銀座博品館劇場にて、83年組デビュー40周年を記念して開催の「お神セブン再結集」ライブイベントにVTRにて出演。
2023年11月17日、大阪梅田Soap Opra Classcs-Umeda-で開催の「小林千絵デビュー40周年記念ライブ」に飛び入り参加。「水色のカチューシャ」
を小林千絵とふたりで歌唱。

## ディスコグラフィー

### シングル
| #       | 発売日          | タイトル           | A/B面   | 収録曲             | 作詞       | 作曲       | 編曲             | 最高順位 | 規格品番  |
| TDKコア | TDKコア         | TDKコア            | TDKコア | TDKコア            | TDKコア    | TDKコア    | TDKコア          | TDKコア  | TDKコア   |
| ------- | --------------- | ------------------ | ------- | ------------------ | ---------- | ---------- | ---------------- | -------- | --------- |
| 1st     | 1983年 3月21日  | 聖・ファーストラブ | A面     | 聖・ファーストラブ | 阿久悠     | 小杉保夫   | 萩田光雄         | 115位    | T07S-1022 |
| 1st     | 1983年 3月21日  | 聖・ファーストラブ | B面     | あ・ざ・や・か・娘 | 阿久悠     | 小杉保夫   | 萩田光雄         | 115位    | T07S-1022 |
| 2nd     | 1983年 6月21日  | PICA-PICA          | A面     | PICA-PICA          | 阿久悠     | いけたけし | 萩田光雄         | 99位     | T07-1032  |
| 2nd     | 1983年 6月21日  | PICA-PICA          | B面     | すっぱいメルヘン   | 森由里子   | 武谷光     | 萩田光雄         | 99位     | T07-1032  |
| 3rd     | 1983年 10月21日 | 恋はシーソーゲーム | A面     | 恋はシーソーゲーム | 大貫妙子   | 清水信之   | 清水信之         | 116位    | T07S-1039 |
| 3rd     | 1983年 10月21日 | 恋はシーソーゲーム | B面     | 涙のAdieu          | 竹花いち子 | 清水信之   | 村松邦男・乾裕樹 | 116位    | T07S-1039 |
| 4th     | 1984年 2月21日  | 蒼いサスペンス     | A面     | 蒼いサスペンス     | 森雪之丞   | 清水信之   | 清水信之         | 199位    | T07S-1051 |
| 4th     | 1984年 2月21日  | 蒼いサスペンス     | B面     | シルバー模様       | 竹花いち子 | 村松邦男   | 清水信之         | 199位    | T07S-1051 |
| 5th     | 1984年 11月5日  | 哀の心話           | A面     | 哀の心話           | 青木久美子 | 和泉常寛   | 飛沢宏元         | 圏外     | T07S-1059 |
| 5th     | 1984年 11月5日  | 哀の心話           | B面     | 魔法のカプセル     | 竹花いち子 | 清水信之   | 清水信之         | 圏外     | T07S-1059 |

### アルバム

#### オリジナル・アルバム
| #       | 発売日         | タイトル           | A/B面   | 収録曲                     | 作詞       | 作曲     | 編曲     | 最高順位 | 規格品番 |
| TDKコア | TDKコア        | TDKコア            | TDKコア | TDKコア                    | TDKコア    | TDKコア  | TDKコア  | TDKコア  | TDKコア  |
| ------- | -------------- | ------------------ | ------- | -------------------------- | ---------- | -------- | -------- | -------- | -------- |
| 1st     | 1983年 6月21日 | 聖・ファーストラブ | A面     | めぐり愛Calendar           | 森由里子   | 小杉保夫 | 飛沢宏元 | 圏外     | T28-1020 |
| 1st     | 1983年 6月21日 | 聖・ファーストラブ | A面     | あ・ざ・や・か・娘         | 阿久悠     | 小杉保夫 | 萩田光雄 | 圏外     | T28-1020 |
| 1st     | 1983年 6月21日 | 聖・ファーストラブ | A面     | シンデレラの家出           | 阿久悠     | 小杉保夫 | 萩田光雄 | 圏外     | T28-1020 |
| 1st     | 1983年 6月21日 | 聖・ファーストラブ | A面     | ミルキイウエイ             | 阿久悠     | 奥慶一   | 奥慶一   | 圏外     | T28-1020 |
| 1st     | 1983年 6月21日 | 聖・ファーストラブ | A面     | お・も・い・でYOUターン    | 森由里子   | 武谷光   | 萩田光雄 | 圏外     | T28-1020 |
| 1st     | 1983年 6月21日 | 聖・ファーストラブ | B面     | 聖・ファーストラブ         | 阿久悠     | 小杉保夫 | 萩田光雄 | 圏外     | T28-1020 |
| 1st     | 1983年 6月21日 | 聖・ファーストラブ | B面     | 来夢季節                   | 青木久美子 | 武谷光   | 飛沢宏元 | 圏外     | T28-1020 |
| 1st     | 1983年 6月21日 | 聖・ファーストラブ | B面     | 風の予感                   | 青木久美子 | 奥慶一   | 奥慶一   | 圏外     | T28-1020 |
| 1st     | 1983年 6月21日 | 聖・ファーストラブ | B面     | ルージュで書いたラブレター | 阿久悠     | 濱田金吾 | 萩田光雄 | 圏外     | T28-1020 |
| 1st     | 1983年 6月21日 | 聖・ファーストラブ | B面     | 黄昏のメヌエット           | 森由里子   | 武谷光   | 萩田光雄 | 圏外     | T28-1020 |
| 2nd     | 1983年 12月5日 | 青のないパレット   | A面     | 時の魔術                   | 竹花いち子 | 村松邦男 | 清水信之 | 圏外     | T28-1026 |
| 2nd     | 1983年 12月5日 | 青のないパレット   | A面     | 風もとまる十月             | 岩里祐穂   | 清水信之 | 清水信之 | 圏外     | T28-1026 |
| 2nd     | 1983年 12月5日 | 青のないパレット   | A面     | In The Blue                | 竜真知子   | 清水信之 | 清水信之 | 圏外     | T28-1026 |
| 2nd     | 1983年 12月5日 | 青のないパレット   | A面     | ガラスの靴はいらない       | 亜蘭知子   | 大村憲司 | 清水信之 | 圏外     | T28-1026 |
| 2nd     | 1983年 12月5日 | 青のないパレット   | A面     | あなたの胸に、もう一度     | 大貫妙子   | 大貫妙子 | 清水信之 | 圏外     | T28-1026 |
| 2nd     | 1983年 12月5日 | 青のないパレット   | B面     | 恋はシーソーゲーム         | 大貫妙子   | 清水信之 | 清水信之 | 圏外     | T28-1026 |
| 2nd     | 1983年 12月5日 | 青のないパレット   | B面     | 横顔                       | 大貫妙子   | 大貫妙子 | 清水信之 | 圏外     | T28-1026 |
| 2nd     | 1983年 12月5日 | 青のないパレット   | B面     | THE END                    | 亜蘭知子   | 大村憲司 | 清水信之 | 圏外     | T28-1026 |
| 2nd     | 1983年 12月5日 | 青のないパレット   | B面     | 2ページ目のエチュード      | 岩里祐穂   | 清水信之 | 清水信之 | 圏外     | T28-1026 |
| 2nd     | 1983年 12月5日 | 青のないパレット   | B面     | 夢でさよなら               | 大貫妙子   | 清水信之 | 清水信之 | 圏外     | T28-1026 |

#### ベスト・アルバム
※最高順位=圏外
※最高順位=126位

## 出演

### 歌番組
- レッツゴーヤング（1983年4月17日、10月16日、1984年4月1日、NHK総合)

### テレビドラマ
- 若草学園物語（1983年、日本テレビ）
- 花の女子校 聖カトレア学園（1985年、テレビ東京）
- 妻たちの課外授業（1985-86年、日本テレビ）
- 天使のアッパーカット （1986年、TBS）
- このこ誰の子? （1986年、フジテレビ） - 小野聖子
- 月曜ドラマランド「赤毛のアン子」（1986年、フジテレビ）
- 特捜最前線 第463話「傷痕・男達のララバイ!」（1986年、テレビ朝日）
- ハングマンGOGO 第12話「パンダが見た! アイドル殺人事件」（1987年、ABC） - 水原かおり
- 月曜ドラマランド ひな祭りスペシャル 藤子不二雄の夢カメラ「闇からの訪問者」（1987年、フジテレビ）
- 痛快!婦警候補生やるっきゃないモン! （1987年、テレビ朝日） - 柴涼子
- 武田信玄 第33回、第35回（1988年、NHK大河ドラマ）  - 雪姫 武田勝頼(演：真木蔵人)の正室
- 土曜ワイド劇場「披露宴ツアー殺人事件」（1988年、テレビ朝日）
- さすらい刑事旅情編II 第18回「殺意の伝言ダイヤル 女子大生の完全犯罪」（1990年、テレビ朝日）
- 奇妙な出来事 第18話「或る演劇青年の悪夢」（1990年、フジテレビ）
- 参上! 天空剣士 第14話「闇の巨人怪僧」（1990年、テレビ東京） - お七
- 火曜サスペンス劇場「真夜中に微笑む女」（1990年、日本テレビ）
- 自由の丘に私が残った（1990年、テレビ朝日） - 武田広美
- 列島縦断トラベルサスペンス「無能の情熱　札幌・危険な遊戯」（1990年、テレビ東京） - 深町澄子

### バラエティ番組
- おはようスタジオ（テレビ東京）
- ヤンヤン歌うスタジオ（テレビ東京）
- 8時だョ!全員集合（第678回 1983年4月30日、第705回 11月5日、第727回 1984年4月14日、TBS系）[15]。
- スーパーJOCKEY（日本テレビ）
- クイズ!脳ベルSHOW （2022年11月21日、28日、BSフジ）

### トーク番組
- ごごナマ おしゃべり日和（2018年10月16日　NHK総合）-大沢逸美、森尾由美と共に出演

### 映画
- 首都高速トライアル（1988年、シネ・ロッポニカ）

### ラジオ
- るんるんナイト 松宮一彦ワオ!（1983年、TBSラジオ） - 金曜パートナー

### CM
- ハウス「フルーチェ」
- 花王「エコナ」（パスタソース・引越し篇）、「エモリカ」
- ネスレ日本「マギー・ブイヨン」
- エーザイ 「サクロン」
- ライオン「バファリン」（薬箱篇）、「スマイルAL-G」
- 永谷園「Jリーグカレー」
- パナソニック（新しい隣人篇）
- ユニバーサルスタジオジャパン（USJ計画篇）
- NTTドコモ「ゆうゆうコール」（誘いの電話・飲む約束～カラオケ篇）
- 森永「おっとっと」
- 任天堂
- 東京ガス「ガスファンヒーター」
- アート引越センター
- アリコジャパン「電話でセレクト入院保険」
- 三菱自動車「ミニカ」（絶対味方でいてくれる・母娘篇）
- サントリー「ローヤル」※ピーター・フォークと共演
- 第一生命

## 83年組
デビュー同期は、伊藤麻衣子(現いとうまい子)、岩井小百合、大沢逸美、木元ゆうこ、THE GOOD-BYE、桑田靖子、小出広美、小林千絵、武田久美子、原真祐美、松尾久美子、松本明子、森尾由美などがいた。前年82年デビュー組(いわゆる“花の82年組”)に比べて、露出もセールス的にも振るわず、のちに「不作の83年組」などと総括されることになった。